# Retrat d'una violinista
El retrat d'una violinista és una pintura a l'oli realitzada l'any 1773  per l'artista francesa Anne Vallayer-Coster que es troba en el  Museu Nacional d'Estocolm, Suècia.

## Descripció
Aquesta obra presenta a una dona asseguda amb un violí a la mà dreta i sobre la seva falda un llibre obert de música. Vallayer no es va casar fins a l'any 1781, per tant era probable que encara treballés amb models de membres familiars quan va pintar aquesta obra. S'ha especulat que la dona que apareix en la pintura possiblement era una de les seves germanes, encara que es desconeix si alguna d'elles era músic. D'altra banda, els retrats realitzats de la pintora eren rars que fossin del seu cercle interior. Vallayer va estar admesa en la Académie Royale de Peinture et d'Escultura el 1770 per les seves pintures de naturaleses mortes, moltes de les quals segueixen en la col·lecció del museu del Louvre, incloent un bodegón d'instruments musicals amb un violí similar.

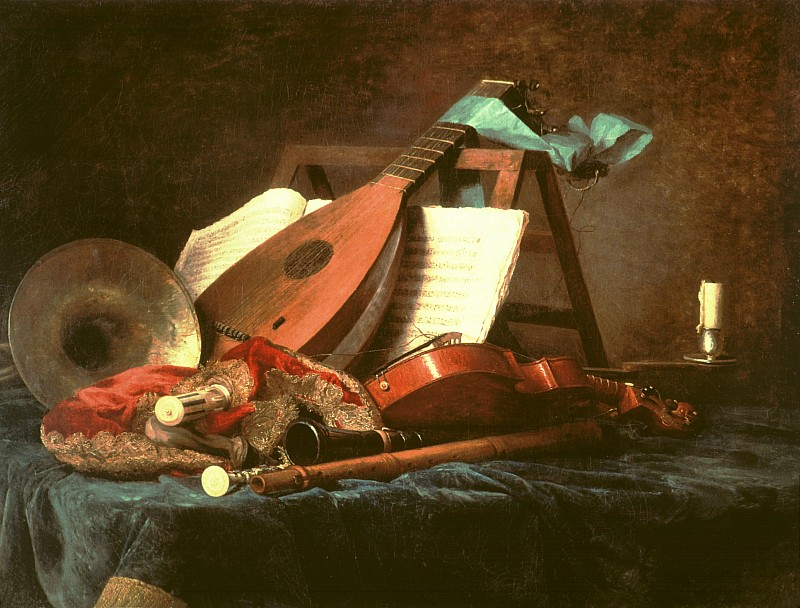
Atributs de Música, Louvre, 1770

## Procedència
Aquesta pintura de retrat va estar adquirida per 903,000 euros en una subhasta de l'any 2015 pel museu suec que també posseeix altres dos de les seves naturaleses mortes. El seu preu va ser un rècord mundial per a pintures de Vallayer.
Segons la llista de la casa de subhasta, la pintura provenia d'una de les moltes obres venudes en 1783 per Jean-Benjamin de la Borda un violinista i compositor, que havia estat ajuda de càmera de càmera de Luis XV de França.

## Europeana 280
A l'abril de 2016, la pintura Retrato d'una violinista va ser seleccionada com una de les deu més grans obres artístiques de Suècia pel projecte Europeana.